# Ura Melon
Albums de Melon Kinenbi
Melon's Not Dead
(2010)
 Ura Melon  (écrit en capitales : URA MELON) est un album compilation des "faces B" des singles du groupe de J-pop Melon Kinenbi, sorti le 21 avril 2010 au Japon sur le label zetima, deux semaines avant la séparation annoncée du groupe. Il restera donc le dernier disque du groupe, et son septième album en tout.
Il contient dans l'ordre chronologique les chansons parues en "face B" des 17 singles "major" du groupe sortis durant ses dix années d'existence, plus celle d'un single indépendant en distribution limitée en bonus final. L'album inclut un DVD contenant la vidéo d'un concert du groupe filmé deux mois auparavant.

## Liste des titres
CD
1. Skip!  (スキップ?) (du single Amai Anata no Aji)
2. Fuwa Fuwa Fū  (ふわふわふー?) (du single Kokuhaku Kinenbi)
3. Mō Matte Masen!  (もう 待てませ~ん!?) (du single Denwa Matte Imasu)
4. Wa! Kaccho E na!  (Wa! かっちょEなッ!?) (du single This is Unmei)
5. Girl's Power - Aisuru Power  (ガールズパワー・愛するパワー?) (du single Sā! Koibito ni Narō)
6. Ai Meramera Koi Yura Yura  (愛メラメラ 恋ユラユラ?) (du single Natsu no Yoru wa Danger!)
7. Renai Restaurant  (恋愛レストラン?) (du single Kōsui)
8. Enryo wa Nashi yo!  (遠慮はなしよ!?) (du single Akai Freesia)
9. Natsu  (夏?) (du single Chance of Love)
10. Furati no Paradise  (二人のパラダイス?) (du single Mi Da Ra Matenrō)
11. Hatsuyuki  (初雪?) (du single Kawaii Kare)
12. Sā, Sassoku Moriagete Ikō ka~!!  (さあ、早速盛り上げて 行こか～!!?) (du single Namida no Taiyō)
13. Koi no Shikumi.  (恋の仕組み。)?) (du single Champagne no Koi)
14. Hotondo ga Anata Desu.  (ほとんどがあなたです。?) (du single Nikutai wa Shōjiki na Eros)
15. Sakurairo no Yakusoku  (サクラ色の約束?) (du single Unforgettable)
16. Onegai Miwaku no Target (Original new ver.)  (お願い魅惑のターゲット...?) (du single Onegai Miwaku no Target ~Mango-pudding Mix~)
17. Onna Zakari  (オンナザカリ?) (du single Charisma - Kirei)
18. Crazy Happy!  (du single indépendant Onegai Miwaku no Target / Crazy Happy!)

DVD Melon Kinenbi 10th Anniversary Live (2010.02.19)
1. Melon Kinenbi no Theme (Rock Ver.)  (メロン記念日のテーマ...?)
2. Kawaii Kare  (かわいい彼?)
3. Sā, Sassoku Moriagete Ikō ka!!  (さあ、早速盛り上げて 行こか～!!?)
4. Onegai Miwaku no Target  (お願い魅惑のターゲット?)
5. MC
6. Anniversary  (ANNIVERSARY?)
7. Kokuhaku Kinenbi  (告白記念日?)
8. Denwa Matteimasu  (電話まっています?)
9. The Nimaime ~On My Way~  (THE 二枚目 ~ON MY WAY~?)
10. Unforgettable  (アンフォゲッタブル?)
11. Charisma Kirei  (カリスマ・綺麗?)
12. Sā! Koibito ni Narō  (さぁ! 恋人になろう?)
13. Sweet Suicide Summer Story  (sweet suicide summer story?)
14. Kōsui  (香水?)
15. Seishun on the Road  (青春・オン・ザ・ロード?)
16. MC
17. Romantic wo Tsukinukero! ~Break it now~  (ロマンチックを突き抜けろ!...?)
18. Ai da! Ima Sugu Rock On!  (愛だ! 今すぐROCK ON!?)
19. Melon Tea  (メロンティー?)
20. All Around Rock  (ALL AROUND ROCK?)
21. Don't Say Good-Bye  (DON'T SAY GOOD-BYE?)
22. Pinch wa Chance Baka ni Narōze!  (ピンチはチャンス バカになろうぜ!?)
23. This is Unmei  (This is 運命?)
24. Amai Anata no Aji  (甘いあなたの味?)
25. Akai Freesia  (赤いフリージア?)
26. MC
27. Always Love You  (ALWAYS LOVE YOU?)
28. Always Love You - Interview (ALWAYS LOVE YOU 制作秘話インタビュー?) (bonus ; interview)
29. Always Love You  (ALWAYS LOVE YOU?) (bonus ; clip video)